# Seksagena
Seksagena – w dawnej Polsce miara czynszu (dziesięciny). Seksageną nazywano dziesięcinę (czynsz) opłacany w wysokości 60. groszy.
- w 1350 wieś Ryczów oddawała dziesięcinę w postaci 1. seksageny plebanowi w Chechle[1]

- Jan Łaski podaje, iż na początku XVI wieku pleban w Goryni pobierał z łanów folwarcznych dziesięcinę wartości 1. seksageny[2].